# 리히텐슈타인 후자 알로이스
리히텐슈타인의 알로이스 곤차가 마리아 아돌프 후자(Prinz Alois Gonzaga Maria Adolf von und zu Liechtenstein, 1869년 6월 17일 ~ 1955년 3월 16일)는 리히텐슈타인의 후자로 프란츠 요제프 2세의 아버지이다.

## 생애
1869년 6월 17일 오스트리아-헝가리 홀레네그에서 리히텐슈타인 후자 알프레트와 리히텐슈타인 후녀 헨리에테의 7남 3녀 중 차남으로 태어났다.
알로이스의 부모는 서로 친사촌인데 아버지 알프레트는 증조부 요한 1세 요제프의 차남 프란츠 데 파울라의 장남이고, 어머니 헨리에테는 요한 1세 요제프의 장남 알로이스 2세의 7녀이다.
요한 1세(1840 ~ 1929) 프란츠 1세(1853 ~ 1938)는 알로이스의 당숙이자 외삼촌이다. 위로 형 프란츠 후자(1868 ~ 1929)가 있었지만 미혼에 자녀가 없었다.

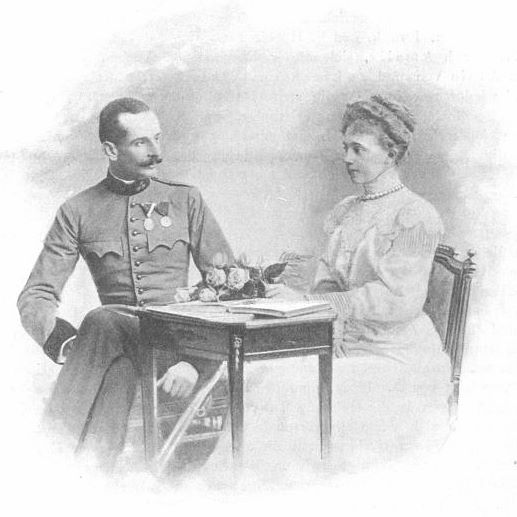
알로이스와 아내 오스트리아의 엘리자베트 아말리에 여대공
(1903년 4월 25일, 빈)

1903년 4월 20일 오스트리아-헝가리의 황제 프란츠 요제프 1세의 조카이자 프란츠 요제프 1세의 둘째 남동생 카를 루트비히의 딸인 오스트리아의 엘리자베트 아말리에 여대공과 결혼했다. 결혼식에는 프란츠 요제프 1세가 참석하였다.
1902년 11월 8일 락센부르크에서 열린 약혼식에서 프란츠 요제프 1세는 두 사람의 결혼이 귀천상혼 논란이 있을 수 있기에 알로이스에게 오스트리아 시민권을 포기하고 리히텐슈타인 시민권을 취득할 것을 결혼 조건으로 삼았다. 이에 알로이스와 그의 부모, 형제자매들은 오스트리아 시민권을 포기하고 리히텐슈타인 시민권을 취득했다.
엘리자베트 아말리에 여대공과의 사이에서 슬하 6남 2녀를 두었다.
당숙이자 외삼촌들인 요한 2세와 프란츠 1세가 자녀가 없었고, 그 다음 계승 서열인 형 프란츠 후자도 자녀가 미혼에 자녀가 없었기에 리히텐슈타인의 후위는 알로이스에게 갈 예정이였지만 알로이스는 1923년 2월 26일 형 프란츠 후자와 함께 후위 계승권을 포기하고 장남 프란츠 요제프 2세에게 양도했다.
1918년 오스트리아-헝가리의 해체 이후 건국된 신생 체코슬로바키아에서의 농지 개혁으로 리히텐슈타인 가문의 소유 토지가 크게 감소한데다 체코슬라바키아의 높은 상속세를 시행하고 있었다. 거기다가 리히텐슈타인 후작 요한 2세부터 다음 계승 서열인 프란츠 1세, 프란츠 후자, 알로이스 본인까지 나이가 많아서 후위를 승계받은 계승자들이 급사할 경우 부과될 상속세는 큰 부담이였다.
당시 리히텐슈타인 후작 요한 2세가 82세, 다음 계승 서열인 요한 2세의 동생 프란츠 1세는 69세,그 다음 계승 서열인 형 프란츠 후자는 55세, 알로이스 후자 본인은 53세로 적은 나이도 아니였고, 계승 서열 앞에 있는 사람들에 이어서 후위를 물려받게 된다면 나이가 너무 많아질 것이기 때문에 이를 우려했다. 알로이스보다 앞선 계승자들이 모두 사망한 1938년에 그의 나이는 68세였다.
1938년 당숙이자 외삼촌인 프란츠 1세가 사망하면서 장남 프란츠 요제프 2세가 리히텐슈타인의 후작이 되었다.
1908년 이후 벨케 로시니 성에서 거주하다가 1944년 제2차 세계 대전 도중에 장남 프란츠 요제프 2세의 권고로 가족들과 함께 파두츠 성으로 거주지를 옮겼다. 이후 벨케 로시니 성은 체코슬로바키아 국가 소유가 되었다.
1955년 3월 16일 리히텐슈타인 파두츠에서 사망했다.

## 자녀
| 사진 | 이름              | 생일             | 사망                    | 기타                                                                          |
| ---- | ----------------- | ---------------- | ----------------------- | ----------------------------------------------------------------------------- |
|      | 프란츠 요제프 2세 | 1906년 8월 16일  | 1989년 1월 13일 (83세)  | 리히텐슈타인 후작, 게오르기나 폰 빌체크 여백작과 결혼, 슬하 4남 1녀           |
|      | 마리 테레제       | 1909년 1월 14일  | 1973년 9월 30일 (64세)  | 아르투어 스트라흐비츠 폰 그로스자우체 운트 캄미네츠 백작과 결혼, 슬하 2남 1녀 |
|      | 카를 알프레트     | 1910년 8월 16일  | 1985년 11월 17일 (75세) | 오스트리아의 아그네스 크리스티나 여대공과 결혼, 슬하 3남 4녀                  |
|      | 게오르크 하르트만 | 1911년 11월 11일 | 1998년 1월 18일 (86세)  | 뷔르템베르크의 마리아 크리스티나 여공작과 결혼, 슬하 1남 6녀                  |
|      | 울리히            | 1913년 8월 29일  | 1978년 10월 13일 (65세) | 미혼, 자녀 없음                                                               |
|      | 마리아 헨리에테   | 1914년 11월 6일  | 2011년 10월 13일 (96세) | 엘츠 백작 페터와 결혼, 슬하 3남                                               |
|      | 알로이스          | 1917년 11월 20일 | 1967년 2월 14일 (49세)  | 미혼, 자녀 없음                                                               |
|      | 하인리히          | 1920년 10월 1일  | 1993년 11월 29일 (73세) | 아말리에 폰 포즈타츠키 리히텐슈타인 여백작과 결혼, 슬하 1남 2녀               |